# Abúlites
Abúlites (en grec antic Ἀβουλίτης Aboulítēs) fou el sàtrapa de Susiana que es va rendir a Alexandre el Gran quan aquest s'acostava a Susa.
Va enviar el seu fill Òxatres al general Filoxen que formava l'avantguarda de la força del conqueridor, segons diu Flavi Arrià. Quan Alexandre va entrar a Susa, una de les capitals de l'imperi, va trobar grans tresors, uns 50.000 talents en lingots de plata, segons diu Quint Curci Ruf, però altres autors donen quantitats diferents. Alexandre el va mantenir en el càrrec amb la jurisdicció civil, i amb guarnició militar macedònia a la ciutat comandada per Arquelau. A la seva tornada de l'expedició a l'Índia, Alexandre va fer executar Abúlites, juntament amb el seu fill Òxatres, per crims comesos en el govern territorial.